# Cratyna
Cratyna is een muggengeslacht uit de familie van de rouwmuggen (Sciaridae).

## Soorten
- C. alpina (Mohrig & Menzel, 1992)
- C. ambigua (Lengersdorf, 1934)
- C. atra Winnertz, 1867
- C. betulae (Mohrig & Mamaev, 1992)
- C. breviflagellata (Mohrig & Mamaev, 1985)
- C. colei (Freeman, 1990)
- C. continuata Rudzinski & Baumjohann, 2009
- C. contracta Mohrig & Röschmann, 1996
- C. cryptospina (Rudzinski, 1993)
- C. curtipennis (Edwards, 1926)
- C. egertoni (Edwards, 1934)
- C. falcata (Tuomikoski, 1960)
- C. falcifera (Lengersdorf, 1933)
- C. friesei (Menzel & Mohrig, 1991)
- C. gemina (Mohrig & Mamaev, 1980)
- C. gilva Rudzinski, 2000
- C. keilini (Edwards, 1915)
- C. monumenta Rudzinski, 2009
- C. nobilis (Winnertz, 1867)
- C. pernitida (Edwards, 1915)
- C. perplexa (Winnertz, 1867)

- C. phili Menzel, 2001
- C. postglobula (Rudzinski, 1993)
- C. salomonis (Mohrig & Mamaev, 1985)
- C. schineri (Winnertz, 1867)
- C. spiculosa (Rudzinski, 1993)
- C. subalpina (Mohrig & Mamaev, 1990)
- C. symplecta (Rudzinski, 1991)
- C. tuberculata (Tuomikoski, 1960)
- C. uliginosa (Lengersdorf, 1929)
- C. unispinula (Mohrig & Menzel, 1992)
- C. vaporariorum (Frey, 1948)